# نهر أويميه
نهر أويميه هو نهر يسري في دولتي بنين ونيجيريا ويصب في المحيط الأطلسي قريبًا من مدينة كوتونو في دولة بنين (عدد سكانها 761000 نسمة).
ويُعرف النهر باسم نهر ويمي ومنبع هذا النهر هي جبال توغو أو كما يطلق عليها جبال أتاكورا في بنين.
ويبلغ طول النهر حوالي 480 كيلومتر ويمر خلال مدن أويميه وكارنوتفيل حتي خليج غينياقريبًا من الميناء البحري لمدينة كوتونو ومعدل الصب له 170 مترًا مكعبًا في الثانية.
ويُشكل النهر أهمية كبيرة كجزءًا من الحدود بين دولتي بنين ونيجيريا.